# Konstantin Ermakovich
Konstantin Ermakovich (ur. 31 października 1977) – australijski zapaśnik walczący w stylu wolnym. Zajął 33 miejsce na mistrzostwach świata w 2010. Siódmy na igrzyskach Wspólnoty Narodów w 2010.
Mistrz Oceanii w 2010. Brązowy medalista mistrzostw Wspólnoty Narodów w 2009 roku.